# Trouvelot (cratera marciana)
A cratera Trouvelot é uma cratera no quadrângulo de Oxia Palus em Marte, localizada a 16.2° latitude norte e 13.1º longitude oeste.  A cratera possui um diâmetro é de 154.7 km e recebeu este nome em referência a Étienne Léopold Trouvelot, um astrônomo francês (1827-1895). 